# Asociación de Cronistas Deportivos ACD Guatemala
La Asociación de Cronistas Deportivos es la máxima entidad de prensa deportiva de Guatemala. 
Forma parte de la Federación de Periodistas Deportivos de América - FEPEDA- AIPS América y de la Asociación Internacional de Periodistas Deportivos - AIPS (Association Internationale de la Presse Sportive - International Sports Press Association, Founded in 1924).
Entrega los premios a los mejores deportistas guatemaltecos del año, en la celebración de su aniversario de fundación, por votación de sus miembros activos en cada una de las disciplinas deportivas de Guatemala.

## Historia
Coordinados por el recordado periodista Salvador Girón Collier, 14 cronistas deportivos fundaron, el 21 de marzo de 1949, la Asociación de Cronistas Deportivos - ACD, según consta en los términos siguientes:
“Acta número 2. 21 de marzo de 1949. Fundación de la ACD: Estando presentes los Sres. Héctor Berger, Carlos Larrañaga, Samuel Echeverría, Gabriel Ramírez, Carlos España, Francisco Martínez, Oscar Rivera Berger, Sergio Álvarez, Rodolfo Vargas, Mario Monterroso, Efraín Morales, Adolfo Renier, Jorge Corzo y el secretario provisional Mario Manrique se declaró abierta la sesión a las 21 horas para acordar lo siguiente:
1.º De mutuo acuerdo y enterados todos los concurrentes del objeto primordial de la reunión se aprobó por unanimidad la moción de Mario Manrique para fundar la Asociación de Cronistas Deportivos.
2.º Por unanimidad se acuerda llamarla Asociación de Cronistas Deportivos, con sus siglas A. C. D. en carácter transitorio. (Firma) Mario Manrique, secretario.”

## Directiva 2011

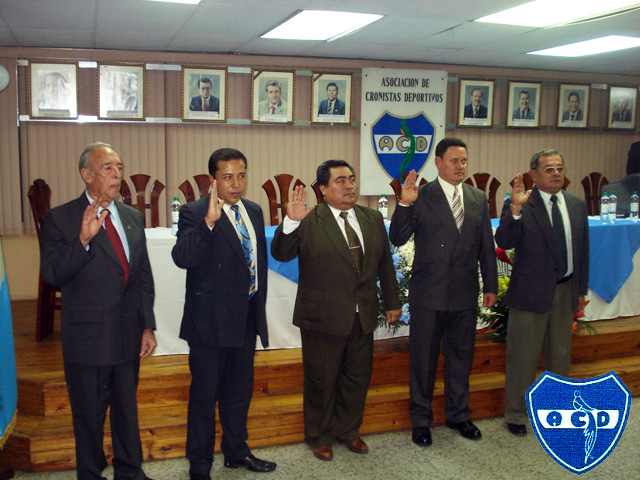
Juramentación Junta Directiva 2011.

- Presidente: Erick Oswaldo Álvarez Penados
- Vicepresidente: Isidro Enrique Rodríguez Samayoa
- Secretario: Oscar Fajardo Gil
- Tesorero: Oscar Robin Castellanos Duarte
- Vocal I: Edson Gustavo Aldana Girón
- Vocal II: Luis Emilio Chávez Montúfar

## Mejores Deportistas 2010
- Deportista Masculino Destacado: Manuel Antonio Pineda Rosales, Futbol
- Deportista Femenina Destacada: Andrea Cardona, Montañismo
- Novato del Año: Erick Bernabé Barrondo, Marcha
- Novata del Año: Ashley Acabal, Gimnasia
- Árbitro: Gladys Ernest Bethancourt, Ciclismo
- Selección Nacional: Softbol Femenino
- Dirigente: Rafael Tinoco, Fútbol
- Entrenador: Miguel Gustavo Paiz

## Mejores Deportistas 2009
- Deportista Masculino Destacado: Eddy Valenzuela, Box
- Deportista Femenina Destacada: Gabriela López, Ciclismo
- Novato del Año: Kevin Norales, Fútbol
- Novata del Año: María José León, Triatlón
- Árbitro: Carlos Batres, Fútbol
- Selección Nacional: Softbol Femenino
- Directiva: Triatlón
- Entrenador: José M. Solis, Bádminton
- Equipo: Champions, Fútbol Sala

## Mejores Deportistas 2008
- Deportista Masculino Destacado: Kevin Cordón, Bádminton
- Deportista Femenina Destacada: María Fernanda Coy Rodríguez, Natación
- Novato del Año: José Rafael González Berdúo, Fútbol Sala
- Novata del Año: María Gabriela Bolaños Concha, Triatlón
- Árbitro: Sue Jionschyon Kim Morales, Judo
- Selección Nacional: Fútbol Sala
- Directiva: Fútbol Sala
- Entrenador: Carlos E. Estrada Aquino, Fútbol Sala
- Equipo: Xinabajul, Fútbol

Reconocimientos Especiales 2008: Yesenia Cabrera (por cruzar nadando el Canal de la Mancha); Merlín Chalí Coj, atletismo; Glucosoral, Futsal; Julen Uriguen, tenis; Marvin Cardona, judo; Carlos Alberto Batres González, fútbol; y Boris Motta, ciclismo.
- Datos: Q5709078